# Peary (cratère)
Pour les articles homonymes, voir Peary.
Peary est le grand cratère d'impact lunaire le plus proche du pôle Nord de la Lune. À cette latitude, l'intérieur du cratère reçoit peu de lumière solaire, et des parties de la région la plus méridionale du fond du cratère restent masquées en permanence dans l'ombre, en faisant un cratère d'obscurité éternelle. Depuis la Terre, le cratère apparaît sur le limbe lunaire nord et est vu de côté.

## Aperçu
Puisque le cratère est situé à la limite de face visible de la Lune vue de la Terre, de bonnes images du cratère n'étaient pas disponibles jusqu'à ce que les sondes spatiales aient commencé à photographier la Lune. Les premières bonnes images provenaient de la sonde spatiale Lunar Orbiter 4. Comme il est situé presque au pôle nord lunaire, il a été nommé d'après l'explorateur polaire Robert Peary.
Le cratère est presque circulaire, avec un renflement vers l'extérieur le long du bord nord-est. Il y a un espace dans le bord sud-ouest, où il rejoint un cratère, Florey, légèrement plus petit. Le bord extérieur de Peary est usé et érodé, créant un anneau montagneux accidenté qui produit de longues ombres sur le fond du cratère.
Le fond du cratère est relativement plat, mais marqué par plusieurs petits cratères, en particulier dans la moitié sud-est. Le tiers sud de l'intérieur reste dans l'ombre et ses caractéristiques ne peuvent donc être discernées qu'au moyen de méthodes de télémétrie comme l'altimétrie laser.
Le cratère Byrd, usé et inondé de lave, se trouve près du bord sud de Peary. Au nord-ouest, à environ un quart de tour du pôle lunaire, se trouve le plus grand cratère Hermite. De l'autre côté du pôle, sur la face cachée de la Lune, se trouve le cratère Rozhdestvenskiy, encore plus grand.
En raison du faible angle du soleil, la température moyenne au fond du cratère ou à Peary est comprise entre 30 et 40 K, l'un des endroits les plus froids du Système solaire.

## Éclairage
En 2004, une équipe dirigée par le Dr Ben Bussey de l'Université Johns-Hopkins, utilisant des images prises par la mission Clementine, détermine que quatre régions montagneuses au bord de Peary semblaient rester éclairées pendant toute la journée lunaire. Ces pics de lumière éternelle sans nom sont dus à l'extrêmement faible inclinaison axiale de la Lune, qui donne également naissance à une ombre permanente au fond de nombreux cratères polaires. Les images de Clémentine sont prises pendant la saison estivale de l'hémisphère lunaire nord, et une topographie lunaire plus détaillée recueillie par le Lunar Reconnaissance Orbiter (LRO) montre qu'aucun point de la Lune ne reçoit de lumière perpétuelle en hiver comme en été.
Le bord nord de Peary est considéré comme un site probable pour une future base lunaire, en raison de cet éclairage quasi constant qui fournirait à la fois une température relativement stable et une alimentation solaire presque ininterrompue. Il est également à proximité de zones ombragées en permanence qui peuvent contenir une certaine quantité de glace d'eau.

Images du cratère Peary.
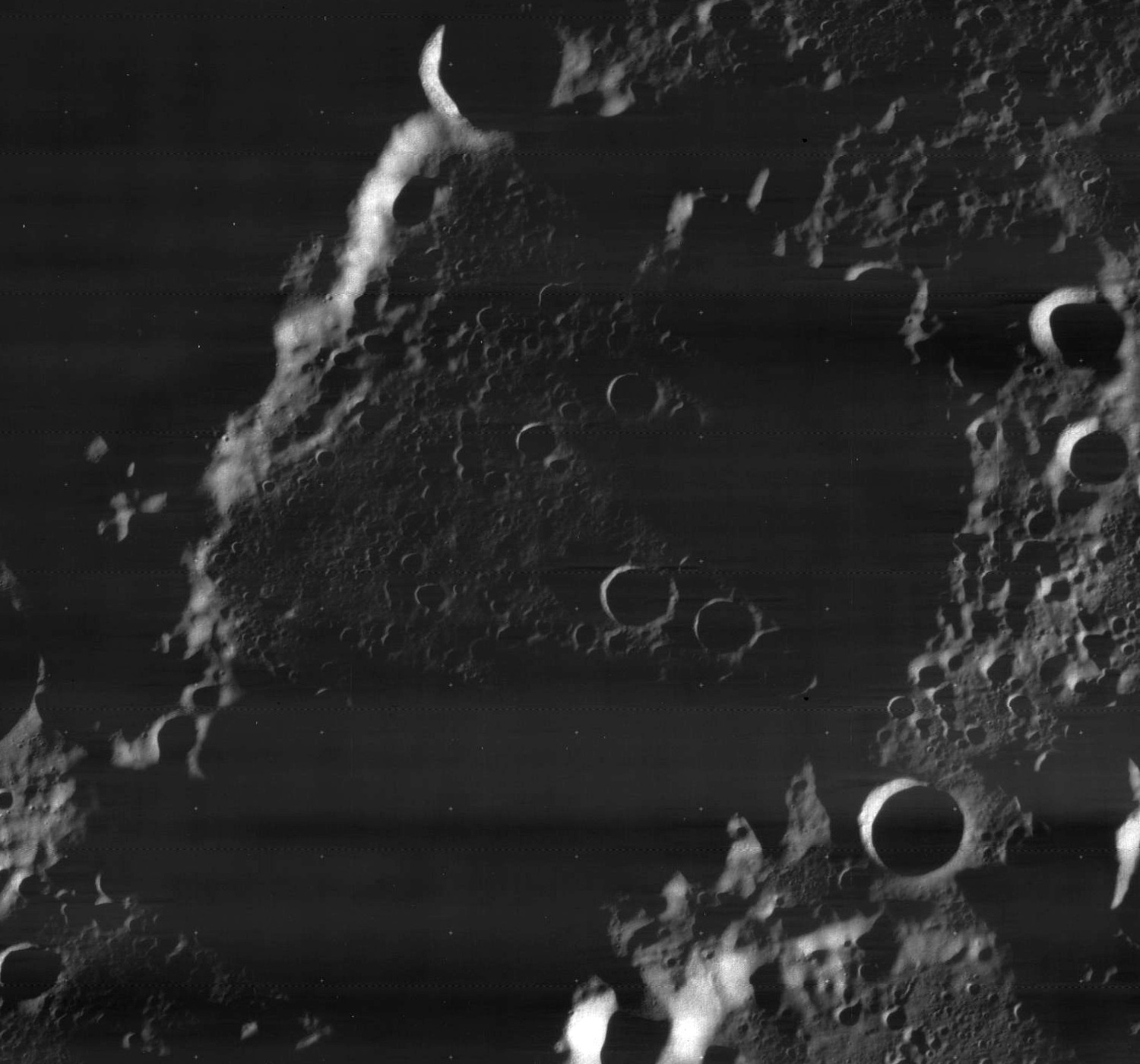
Image du Lunar Orbiter.
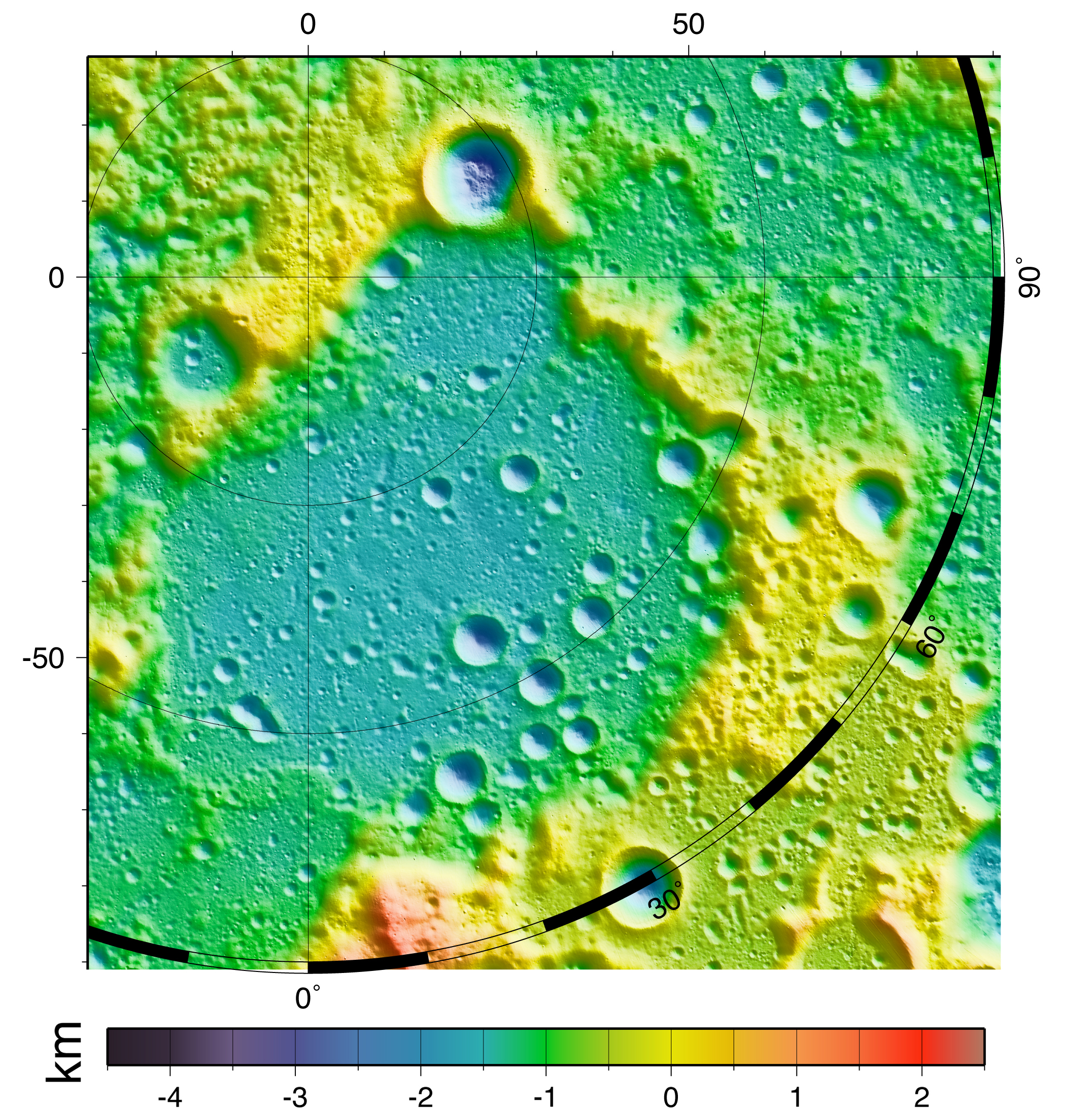
Carte d'élévation en fausses couleur du cratère Peary, d'après l'altimètre laser du LRO.
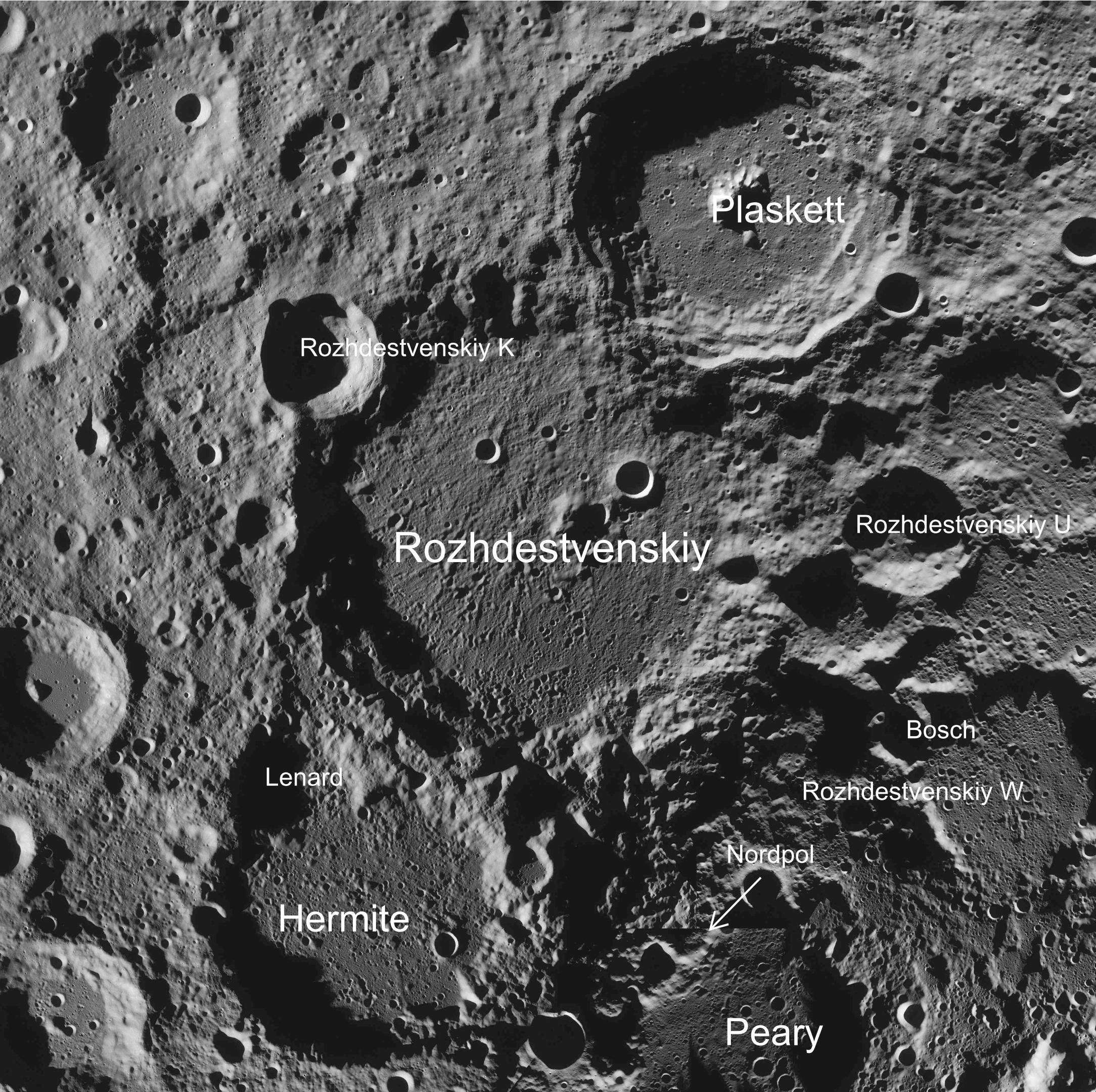
Carte en relief ombré légendée. Peary est le grand cratère au centre, le pôle nord est situé sur son bord nord.